# Armando Albuquerque
Armando Amorim Albuquerque (Porto Alegre, 29 de junho de 1901 - 16 de março de 1986) foi um compositor, pianista, violinista, professor e musicólogo brasileiro.

## Biografia
Recebeu sua instrução do Conservatório de Música do antigo Instituto de Belas Artes, especializando-se em violino em 1923, sob orientação de Oscar Simm. Foi arranjador da Rádio Difusora em Porto Alegre, orientador da Rádio da Universidade, um dos fundadores da Sociedade Brasileira de Música Contemporânea e lecionou no curso de Música do Instituto de Artes as disciplinas de instrumentação e orquestração, contraponto e fuga, e composição. Foi pianista de grupos populares em Porto Alegre, Rio de Janeiro e São Paulo. Teve inúmeros alunos, incluindo Celso Loureiro Chaves e João Gilberto, que aprimorou com Armando Albuquerque seu conhecimento de harmonia durante sua estada em Porto Alegre.

## Obra
Iniciou sua obra criativa em meados da década de 1920, sendo praticamente um autodidata em composição, cursando apenas um ano de harmonia com Schwartz Filho. Nunca se filiou a qualquer escola estética, desenvolvendo desde cedo um estilo original, avançado e experimentalista, que tinha afinidade com o expressionismo alemão de Kurt Weill e George Antheil, sem, contudo, ter conhecimento desses autores e sem prender-se a esta tendência inicial, continuando a experimentar novas possibilidades ao longo de toda sua carreira.
Sua música tem uma base tonal que é expandida até aproximar-se da atonalidade, também fazendo uso de recursos modais e clusters. Segundo Gustavo Benetti, ele "pode ser considerado o primeiro compositor rio-grandense a romper com a barreira do tonalismo e experimentar tendências de vanguarda". Significativa parcela de sua produção é constituída de miniaturas para piano ou grupo de câmara, mas também deixou obras de vulto para orquestra e várias canções. Não usou as formas consagradas pela tradição, preferindo estruturas abertas e ritmos livres.
Por décadas sua produção foi raramente ouvida em sua terra e só começou a ser mais conhecida na década de 1960. Na década de 1970, depois da divulgação realizada pelo pianista Paulo Afonso de Moura Ferreira, em poucos anos foi reconhecido e consagrado pela crítica nacional. Em 1981 foi eleito para a Academia Brasileira de Música com expressiva votação. Várias de suas peças, incluindo algumas das primeiras, tiveram sua primeira audição pública somente nos Festivais de Música Nova de Santos e do Rio na década de 1970.
Deixou um importante legado como professor, contribuindo para renovar o panorama musical sulino. Hoje é considerado um destacado compositor brasileiro e um dos maiores do Rio Grande do Sul. Em seu trabalho como musicólogo destaca-se uma análise da obra completa de Natho Henn, publicada em 1974. Sua obra já recebeu algumas gravações, destacando-se o CD Uma Ideia de Café — A música para piano de Armando Albuquerque, que recebeu o Prêmio Açorianos de Melhor Disco Erudito de 2001. Em 2014 a UFRGS dedicou uma edição do seu Projeto Unimúsica para homenagear o compositor, com várias composições apresentadas pelo pianista Celso Loureiro Chaves, entremeadas a poesias de autores que ele musicou, recitadas pela atriz Mirna Spritzer. Seu nome batiza uma biblioteca musical na Casa de Cultura Mário Quintana e uma rua em Porto Alegre.

### Obras principais
- Pathé Baby (1926)
- Choppe (1929)
- Quasinocturno (1939)
- Motivação (1945)
- Toccata (1948)
- Suíte breve (1954)
- Música para violoncelo e piano (1955)
- Suíte bárbara infantil (1965)
- Evocação de Augusto Meyer (1970)
- Sonho III (1974)

## Discografia
- Celso Loureiro Chaves. Uma idéia de café, CD, 2001.
- Luciane Cardassi. Prelúdios em Porto Alegre, CD, Fumproarte, 1998.
- O Sul Erudito, BRDE/Conselho de Desenvolvimento Cultural/ RS, LP, 1987.
- Armando Albuquerque. Mosso, LP, RBS/Som Livre Discos, 1985.